# Lazdijai
Lazdijai (ryska: Лаздияй, polska: Łoździeje) är en ort i Litauen. Den ligger i den södra delen av landet, 130 km väster om huvudstaden Vilnius. Lazdijai ligger 123 meter över havet och antalet invånare är 4 975.
Terrängen runt Lazdijai är huvudsakligen platt. Lazdijai ligger nere i en dal som går i nord-sydlig riktning. Runt Lazdijai är det glesbefolkat, med 20 invånare per kvadratkilometer. Lazdijai är det största samhället i trakten. Omgivningarna runt Lazdijai är en mosaik av jordbruksmark och naturlig växtlighet.